# Полимербензин
Полимербензин — смесь полимеров невысокой молекулярной массы, получаемая в результате перегонки при температурах от 200 ℃ до 250 ℃.
В больших объёмах получается путём полимеризации газов нефтепереработки, используются пропилен-пропановая и бутилен-бутановая фракции, выход в среднем составляет 80 % от количества пропилена в сырье. Для катализации используются фосфорная и серная кислота. При мягких условиях переработки полностью состоит из олефиновых углеводородов, в прочих условиях может содержать небольшие количества парафиновых, циклопарафиновых и ароматических углеводородов, образующихся при вторичных реакциях. Типичный состав — 93—95 % алкенов, 3,5—6 % алканов и циклоалканов и 0,5—1 % ароматических соединений. На низкое содержание ароматических углеводородов указывает относительно невысокий удельный вес.
Октановое число при моторном методе составляет 82—84, при исследовательском методе 96—97. При компаундировании с моторным бензином с октановым числом 60-65 октановое число автомобильного бензина повышается. Циклобензин обладает высокими смесительными характеристиками: в смеси с другими бензинами ведёт себя как продукт с октановым числом 90—130 (моторный метод).